# Chiesa di San Rocco (Santa Croce sull'Arno)
La chiesa di San Rocco si trova a Santa Croce sull'Arno.

## Storia e descrizione
La piccola chiesa fu fondata nel 1658, ampliata nel 1794 e ancora nel 1848.
Preceduta da un grazioso portico, ha due cappelle laterali con tele raffiguranti la Madonna e santi e la Crocifissione, copie ottocentesche di opere del primo Seicento.